# Sichtung (Gartenbau)
Sichtung bezeichnet im Gartenbau die Auslese der anbau- und vermehrungswürdigsten Zierpflanzensorten (Stauden und Gehölze, z. B. Rosen, Rhododendron u. a.) aus neuen, aber auch älteren Züchtungen. 
Seit einigen Jahren werden auch Pflanzengemeinschaften von Gehölzen und Stauden einer Sichtung auf langfristige Praxistauglichkeit unterzogen.

## Vorgang der Sichtung
Bei der Sichtung werden im Freiland direkt nebeneinander mehrere Exemplare verschiedener Herkünfte der gleichen Sorte, sowie weitere Sorten ausgepflanzt und mehrere Jahre (mindestens 3) beobachtet und bewertet (bonitiert). Dies geschieht auf besonderen Sichtungsflächen („Sichtungsgärten“ bzw. „Prüfungsgärten“), die in verschiedenen repräsentativen Klimaregionen eingerichtet wurden. 
Geprüft werden die Sortenechtheit, sowie Verwendungsmöglichkeiten und die Gartenwürdigkeit nach ökologischen und gestalterisch-ästhetischen Kriterien, z. B.: Wuchsform, Blühverhalten, Duft, Frosthärte, Widerstandsfähigkeit gegen Krankheiten und Schädlinge (daher ist der Einsatz von chemischen Pflanzenschutzmitteln während der Sichtung nicht erlaubt).

## Durchführung und Koordination
Verschiedene Gartenbau-Sparten führen in Deutschland Sichtungen durch:
- Arbeitskreis Staudensichtung im Bund deutscher Staudengärtner
- Arbeitskreis Bundesgehölzsichtung Bund deutscher Baumschulen (BdB) e. V.
- Allgemeine Deutsche Rosenneuheitenprüfung (en Arbeitskreis des Bundes deutscher Baumschulen, verschiedener Rosenzüchter und unabhängiger Sichtungsgärten).
- Deutsche Dahlien-Prüfung der Deutschen Dahliengesellschaft.

Bei Stauden koordiniert und verfolgt eine Sichtungskommission der „Internationalen Stauden-Union“ (auch: International Hardy Plant Union, ISU) die Sichtungsarbeit in mehreren europäischen Ländern. Staudensichtungsgärten existieren in Deutschland, Österreich, der Schweiz, Belgien, den Niederlanden und Tschechien.
Die Koordination der Sichtungen in Deutschland erfolgt durch das Bundessortenamt.

## Geschichte
Der erste Sichtungsgarten Europas entstand in Wisley, Großbritannien. Ihm folgten der Palmengarten Frankfurt, die Botanischen Gärten in München-Nymphenburg und Botanischer Garten Dresden, sowie das Rosarium Sangerhausen (gegr. 1903).
Die systematische Sichtung erfolgte zuerst bei den Stauden. Sie geht in Deutschland auf den Potsdamer Staudenzüchter Karl Foerster zurück, der 1937 begann, einen Sichtungsgarten auf der Freundschaftsinsel in der Havel einzurichten.
Karl Foerster, 1942 (in: Der Inselgärtner): 
„Vor fünf Jahren überreichte ich dem Oberbürgermeister eine Denkschrift, die sich mit der Wichtigkeit eines großen Schau- und Sichtungsgartens über die Hochqualitäten des deutschen Gartenblumenreiches in Potsdam beschäftigte und über Potsdam hinaus von der notwendigen Vielheit solcher etwa 30–40 Morgen großen Gemeinschaftsgärten durch ganz Deutschland hin handelte. Ich schlug damals das Gelände westlich des Neuen Palais vor. General Friedrichs ging den Möglichkeiten der Planverwirklichung nach und erwählte schließlich die mit Laubengärten und Boostwerften und malerischem Gerümpel dicht bestandene Freundschaftsinsel, deren 40–60 Bewohner entschädigt wurden und den Platz für viele Tausende und ihre Freunde am ernsthaften Kulturwerk der Garten- und Pflanzenveredlung freimachten.“
1950 wurde, vor allem auf Betreiben des Rosenzüchters Wilhelm Kordes, die „Allgemeine Deutsche Rosenneuheitenprüfung“ im Bund deutscher Baumschulen eingerichtet.
Die Ständige Konferenz der Gartenamtsleiter (GALK) beim Deutschen Städtetag (DST) stellt seit 1975 in der sogenannten „Straßenbaumliste“ Baumarten zusammen, die für die Bepflanzung von Straßen und überwiegend befestigten Plätzen im städtischen Bereich in Mitteleuropa geeignet sind. Diese Liste wird in regelmäßiger Abstimmung mit dem BdB unter Berücksichtigung der Sichtungsergebnisse des BdB für Bäume erstellt.
In der Schweiz wurden „nationale Einführungssammlungen“ eingerichtet.

## Auslese und Artenvielfalt
Obwohl es ein verständliches Bestreben des Gartenbaus ist, den wählerischen Endverbrauchern möglichst nur „bessere“ Sorten anzubieten und „schlechtere“ Sorten nicht weiter zu vermehren, und die Züchter immer neue Sorten auf den Markt bringen, führten enge Auslesekriterien in manchen Bereichen zu einer Verarmung der genetischen Vielfalt. So ist z. B. im Obstbau die regionale Sortenvielfalt früherer Zeit stark zurückgegangen. Aber bei Zierpflanzen ist die Erhaltung eines großen Genpools ebenfalls sinnvoll. Zunehmend widmen sich daher Organisationen wie ProSpecieRara in der Schweiz oder die „Gesellschaft zur Erhaltung und Verbreitung der Kulturpflanzenvielfalt – Arche Noah“ in Österreich neben den Nutzpflanzen auch der Erhaltung der Sortenvielfalt bei Zierpflanzen. Zunehmend ist beim Endverbraucher gerade auch im Zierpflanzenbereich wieder ein Trend zu alten Sorten zu beobachten.